# Tsugumi
Tsugumi (Tugumi) è il quarto romanzo dell'autrice giapponese Banana Yoshimoto, scritto nel 1989 ed edito in Italia da Feltrinelli.
(Banana Yoshimoto, Tsugumi)

## La trama
Tsugumi racconta di un'estate che un gruppo di ragazzi trascorrerà in una pensione per l'ultima volta perché questa verrà chiusa a causa della costruzione di un nuovo albergo. 
La protagonista e voce narrante del romanzo è Maria, una ragazza candida e semplice, che ritorna al suo paese natìo da Tokyo. Durante il soggiorno estivo nella località marittima trascorre il suo tempo nell'albergo degli zii con le sue due cugine: Tsugumi e Yoko.
Tsugumi è una ragazza particolare, di salute molto cagionevole, e ha un carattere impossibile: appare cattiva e viziata, ma anche terribilmente intelligente. Maria è una delle poche persone che riesce a penetrare nella sua scorza e ad arrivare al suo cuore e alla sua anima, che si rivela sensibile e forte. 
Nel romanzo accadono diverse vicende che coinvolgono le tre cugine e il cane dei loro vicini, Pochi, oltre ad un nuovo abitante del paese.

## Pubblicazione
Apparso per la prima volta a puntate nell'edizione giapponese di "Marie Claire", fu raccolto in volume nel 1989. È considerato uno dei più grandi successi di Banana Yoshimoto con oltre due milioni di copie vendute. In Italia il libro è stato pubblicato da Feltrinelli nella prima edizione in lingua occidentale nel 1994, con traduzione curata da Alessandro Giovanni Gerevini. Alla fine del romanzo c'è una postfazione a cura dell'Autrice stessa e una nota per i lettori italiani.

## Edizioni
- Banana Yoshimoto, Tsugumi, traduzione di Alessandro Giovanni Gerevini, collana Universale Economica Feltrinelli, Feltrinelli, 1994,  p. 159, ISBN 88-07-81294-0.